# Pandanus kirkii
Pandanus kirkii är en enhjärtbladig växtart som beskrevs av Alfred Barton Rendle. Pandanus kirkii ingår i släktet Pandanus och familjen Pandanaceae. IUCN kategoriserar arten globalt som livskraftig. Inga underarter finns listade.